# Peter H. Gilmore
Peter Howard Gilmore (Nova Iorque, 24 de maio de 1958) é o Sumo Sacerdote da Igreja de Satanás. Gilmore foi ordenado ao Sumo Sacerdócio em 2001 pela Magistra Blanche Barton. Nos documentos oficiais da igreja, ele é conhecido como o Magus Peter H. Gilmore, Sumo Sacerdote da Ordem Negra.
Em 1971 ele leu a Bíblia Satânica imediatamente se juntou ao satanismo ao ingressar na Igreja de Satanás. Na década de 1980 mudou-se para o bairro Hell's Kitchen, em Nova Iorque, e em 1989 com sua esposa  Peggy Nadramia fundou o jornal satânico The Black Flame, do qual ainda é diretor e que continua suas publicações até hoje, ainda que esporadicamente.
Tem sido ativo na divulgação do Satanismo na mídia, participando de numerosos programas de televisão e rádio e aceitando confrontos públicos com expoentes do Cristianismo. Em 2001, quatro anos após a morte de LaVey, ele assumiu seu lugar como Sumo Sacerdote da Igreja de Satanás, e em 2005 publicou uma nova versão da Bíblia Satânica cuja introdução, escrita por ele mesmo, foi incluída na definição de satanismo contida na Enciclopédia de Religião e Natureza.
Em outubro de 2007 ele publicou As Escrituras Satânicas, nas quais definiu o satanismo como uma "não-religião" e especificou e descreveu como certos ritos, como casamento e funerais, devem ser realizados da maneira satânica correta.
Gilmore, que trabalhou como curador de museu antes de ingressar na Igreja de Satanás, é músico profissional e colaborou com a Acheron, uma banda de death metal. Ele também compõe música sinfônica  e suas preferências musicais incluem Gustav Mahler, Anton Bruckner e Dmitrij Shostakovich.